# Paraboea nutans
Paraboea nutans là một loài thực vật có hoa trong họ Tai voi. Loài này được D. Fang & D.H. Qin mô tả khoa học đầu tiên năm 1995.